# Sericosura cyrtoma
Sericosura cyrtoma là một loài nhện biển trong họ Ammotheidae. Loài này thuộc chi Sericosura. Sericosura cyrtoma được miêu tả khoa học năm 1996 bởi Child & Sègonzac.